# Миторай, Игорь
Игорь Миторай, также Игор Миторай (пол. Igor Mitoraj; 26 марта 1944, Эдеран — 6 октября 2014) — польский скульптор, с 1968 года жил за рубежом (Франция, Италия).

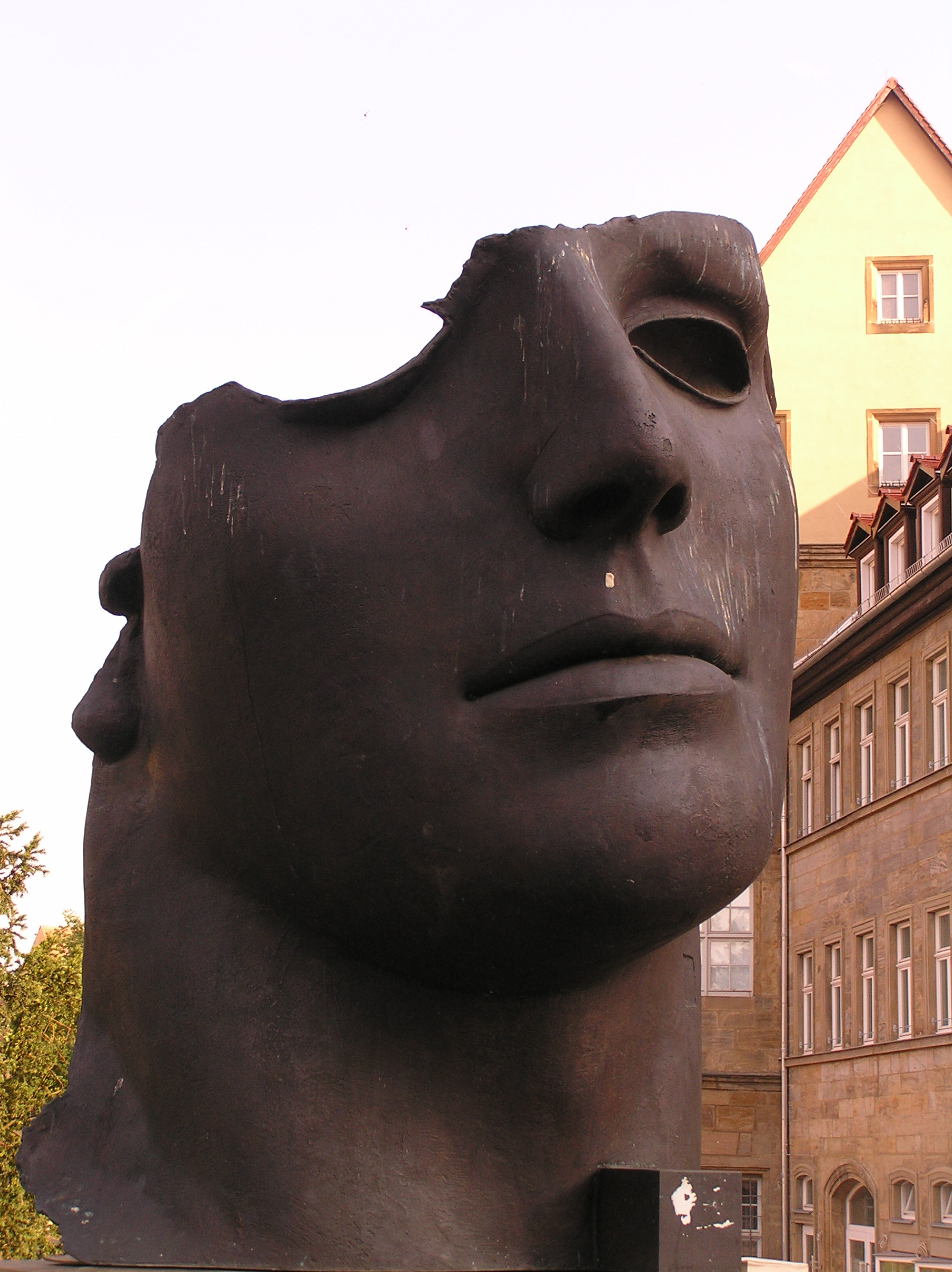
Игорь Миторай. Центурион I, Бамберг

## Биография
Мать во время войны депортировали из Польши в Саксонию, она была на принудительных работах, отец – француз, офицер Иностранного легиона, попавший в немецкий плен. По окончании войны мать с сыном вернулась в Польшу. Игорь закончил художественный лицей в Бельско-Бяла, в 1963 поступил в Краковскую академию искусств, где учился у Тадеуша Кантора.
В 1968 для продолжения учебы уехал во Францию, учился в Национальной высшей школе изящных искусств в Париже. Работал как художник и график. Увлекся латиноамериканским монументальным искусством, в особенности - мексиканским. В 1976 состоялась его первая персональная выставка в известной галерее La Hune в Латинском квартале. Позже занялся скульптурой, в 1977 состоялась первая выставка его скульптур. В 1979 работал в Карраре, с 1983 имеет мастерскую в Пьетразанта.
Работы скульптора не раз показывались во Франции, Италии, Германии, Великобритании, Испании, Нидерландах, Швейцарии, Польше,  США, Японии.
В 1986 его работам был отведен отдельный зал на Венецианской биеннале.

## Признание
Премия Витторио Де Сика. Золотая медаль «За заслуги в культуре Gloria Artis» (2005, ). Командорский крест Ордена Возрождения Польши (2012, ).